# Pamela Rai
Pour les articles homonymes, voir Rai.
Pamela Leila Rai, née le 29 mars 1966 à New Westminster, est une nageuse canadienne.

## Biographie
Aux Jeux olympiques d'été de 1984 à Los Angeles, Pamela Rai remporte la médaille de bronze à l'issue de la finale du relais 4 × 100 m 4 nages en compagnie de Reema Abdo, Michelle MacPherson et Anne Ottenbrite.